# افتلت
افتلت، روستایی است از توابع بخش یانه‌سر شهرستان بهشهر در استان مازندران ایران.

## جمعیت
این روستا در دهستان عشرستاق قرار دارد و براساس سرشماری مرکز آمار ایران در سال ۱۳۹۵، جمعیت آن ۷۲ نفر (۲۴خانوار) بوده‌است. مردم افتلت از قومیت طبری هستند. مردم افتلت به زبان طبری (مازندرانی) سخن می‌گویند.